# Drevenbos
Het Drevenbos is een 29 hectare groot bos bij woonwijk 'De Dreven' in Hoogezand, provincie Groningen. Het is eigendom van de gemeente Midden-Groningen en wordt vanaf 2017 beheerd door de werkgroep Beheer Drevenbos. De werkgroep is gevormd door medewerkers van de gemeente Midden-Groningen en bewoners van de aangrenzende wijk De Dreven.
Aanleg vond plaats in het kader van de 'Herinrichting Gronings-Drentse Veenkoloniën'. Tijdens de Boomfeestdag 1989 werd begonnen met de aanplant. Het bos is voorzien van wandel- en fietspaden ten behoeve van de recreatie. Het bos kent een variatie aan boomsoorten, waaronder onder andere de Zomereik, Beuk, Hazelaar, Tamme Kastanje, Grove Den en Lariks.
De werkgroep Beheer Drevenbos heeft vanaf 2017 vele initiatieven genomen om het bos een meer natuurlijke uitstraling te geven:
- Natuurlijk beheer door Exmoorpony’s
- 25% kap om meer licht en diversiteit in het bos te krijgen
- Plaatsing van >40 nestkasten, een valken- en uilenkast en 5 vleermuiskasten
- aanleg waad- en drinkpoel voor de pony’s
- Plaatsing 5 natuurlijk ogende banken
- Lieren van een grote wilg aan de slootkant voor de ijsvogel
- Uitvoering subsidie B(l)oeiende Bosranden van de provincie Groningen. Meer natuurlijke oevers en aanplant >600 heesters, waaronder Gelderse Roos, Bottelroos, Slee- en Meidoorn, Vuilboom. 5000 stinzenplanten gepoot en inzaaien van bijvriendelijke kruiden.
- Plaatsen van een insektenhotel.